# Desvres
Desvres es una comuna de Francia, situada en el departamento de Paso de Calais y la región Norte-Paso de Calais.

## Geografía
La ciudad se sitúa en el corazón de Boulonnais.

## Historia
El nombre de Desvres viene del término celta «devro» que significa roble. La posición estratégica de la ciudad en medio de las colinas boscosas de Boulonnais animó a los Condes de Boulogne a construir una fortaleza. La ciudad fue siempre el objeto de numerosos conflictos, y no es hasta el siglo XVII que Desvres comienza a progresar con el desarrollo de la industria cerámica.
En esta ciudad nació en 1435 el poeta e historiador Jean Molinet.
Fue ocupada por las tropas españolas entre 1597-1598.

## Administración
| Periodo    | Nombre         | Partido | Carácter |
| ---------- | -------------- | ------- | -------- |
| marzo 2001 | Michel Sergent | PS      | Senador  |
|            |                |         |          |

## Demografía
| 5518 | 5789 | 5828 | 5573 | 5318 | 5205 |
| Para los censos de 1962 a 1999 la población legal corresponde a la población sin duplicidades (Fuente: INSEE [Consultar]) |      |      |      |      |      |

## Economía
La ciudad basa su reputación en la industria de la cerámica y porcelana, establecida en la ciudad desde 1764.

## Lugares y monumentos
En 1997, Desvres obtuvo la denominación de "ciudad de artes y oficios" (« ville et métiers d'art »), debido a la calidad de la porcelana allí producida :
- La Mansión de la cerámica, diseñada por el arquitecto Bernard Klein, alberga desde 1991 un museo.
- La renovación de fachadas y de monumentos cerámicos es un proceso en el cual la ciudad se ha embarcado recientemente.
- El tercer domingo de julio se celebra el día de la cerámica.